# Slobodan Milošević
Slobodan Milošević (srbskou cyrilicí Слободан Милошевић, 20. srpna 1941 Požarevac – 11. března 2006 Haag) byl srbský politik, prezident Srbska v letech 1991–1997 a hlava Svazové republiky Jugoslávie v letech 1997–2000. Na podzim 2000 jej mohutné demonstrace donutily přiznat porážku v prezidentských volbách. Milošević je považován za hlavního představitele Srbů během konfliktů v bývalé Jugoslávii.

## Dětství
Slobodan Milošević byl Srb černohorského původu narozen v Požarevci. Jeho otec se jmenoval Svetozar (1907–1962) a matka Stanislava. Miloševićova rodina byla ve svém okolí respektována; otec Svetozar vystudoval Teologickou fakultu a byl profesorem ruštiny a srbochorvatštiny. Po druhé světové válce však otec opustil rodinu, a o tu se pak starala matka. Miloševićova matka byla odhodlaná marxistka a po osvobození země se stala členkou komunistické strany. Svého syna vychovávala v těžkých podmínkách jugoslávského maloměsta 50. let sama; ztrátu manžela se snažila překonat usilovnou prací. Slobodan se neúčastnil jako mladý žádných sportovních aktivit; volný čas naopak trávil přispíváním do školního časopisu a později i aktivitami ve komunistické organizaci mládeže SKOJ. Ve škole dosahoval Milošević vynikajících výsledků a vždy vystupoval velice cílevědomě. Organizoval dokonce i výlet studentů z Požarevce do Slovinska na výstavbu Dálnice Bratrství a jednoty, která byla budována v rámci Pracovní akce mládeže. Sám se brigády nakonec ale neúčastnil.
Díky svým dobrým studijním výsledkům byl Slobodan Milošević jako student gymnázia přijat do Svazu komunistů Jugoslávie, a to ve věku 17 let, což bylo ve své době považováno za mimořádnost.

## Studium
Po dokončení studia střední školy v Požarevci nastoupil Slobodan na studia práv v Bělehradské univerzitě. Během studií žil v rozestavěném Novém Bělehradě. Neměl příliš přátel, poznal se však s Ivanem Stambolićem, se kterým později spolupracoval v 80. letech v politice. Stal se sekretářem předsedy komunistické buňky na Právnické fakultě.
Milošević dokončil právnickou fakultu v Bělehradě. Už tehdy byl velice schopný řečník[zdroj?], byl vítěz každoročního soutěžení v řečnění. V roce 1963 se účastnil celojugoslávského diskuzního setkání, které organizovala komunistická strana na téma přejmenování státu. Jugoslávie tehdy získávala novou ústavu a v rámci ní byla, stejně jako v řadě jiných východoevropských zemí, zdůrazněna socialistická orientace země. Zatímco většina diskutujících komunistů odsouhlasila předložený návrh Federativní socialistická republika Jugoslávie, Milošević navrhl první dvě slova prohodit, což se setkalo s úspěchem a nakonec bylo i uskutečněno.
V roce 1964 nastoupil Milošević na vojenskou službu; rok v armádě strávil v Zadaru v Chorvatsku. Přestože na všech školách ve většině předmětů vynikal, ve studiu vojenských předmětů se mu nedařilo a na své působení v armádě vzpomínal s odstupem času nerad.

## Vzestup
Roku 1965 se oženil s kamarádkou z dětství a svou dlouholetou přítelkyní Mirjanou Markovićovou, která ho do posledních dnů následovala, dokonce i v politice. S Mirjanou, známou pod přezdívkou „Mira“ se znal velice dlouho a jinou známost nikdy neměl.
Svou pracovní kariéru začal Milošević nejprve na bělehradském městském úřadě, a poté v „Tehnogasu“, kde pracoval i Ivan Stambolić, se kterým se již dříve Milošević důvěrně seznámil. Byl to právě Stambolić, který přemluvil Miloševiće, aby odešel z bělehradského magistrátu, a pracoval ve státním podniku, který zajišťoval výrobu průmyslových plynů pro jugoslávské hospodářství. Milošević sice nebyl vzděláním ekonom ani technik, dokázal se však rychle naučit, jak Tehnogas jako podnik funguje a Ivana Stamboliće po jisté době nahradil jako generální ředitel společnosti.
Z Tehnogasu odešel v roce 1978, aby se stal ředitelem Sjednocené bělehradské banky (Udružena beogradska banka). Spolu se svým pomocníkem Mihajlo Crnobrnjou se mu podařilo zajistit, aby se bance, která působila i v zahraničí, dobře dařilo. Díky politickým zkušenostem a kontaktům s osobami v Svazu komunistů dokázal překlenout rozdíly mezi pravými bankéři a komunisty, kteří dohlíželi na činnost jednotlivých bank z politického hlediska. Po nějakou dobu žil ve Spojených státech.
V roce 1983 Milošević opustil ředitelské pozice a začal se věnovat politice. Už v té době se dotýkala ekonomická krize všech společenských tříd v Jugoslávii. Přibývalo stávek a rostla nespokojenost. Ekonomiku tížily dluhy, které zavinila neodpovědná politika osob, které byly u moci ještě v dobách Tita. Slovinský politik Sergej Kraigher si vybral Miloševiće do své komise pro ekonomické reformy země; především pro jeho zkušenosti v oblasti bankovnictví a dlouhodobou spolupráci s americkými bankéři.
Poté, co byla Kraigherova komise rozpuštěna a nahrazena novým kolektivním orgánem, v jehož čele stál Josip Vrhovec, využil Milošević svých kontaktů k tomu, aby se stal předsedou SKJ části Nový Bělehrad. K tomu mu dopomohl jeho dlouholetý přítel Ivan Stambolić, který získal post předsedy Svazu komunistů Srbska. Jako svůj první krok se Slobodan rozhodl zahájit v Bělehradě kampaň proti liberálům a kritikům komunistické strany. O rok později se Slobodan se svojí ženou rozhodl uhájit i přes protesty liberálního křídla srbských komunistů povinnou výuku marxismu na bělehradské univerzitě.
Ve snaze získat na svoji stranu konzervativněji laděné komunisty se rozhodl vést kampaň za zastavení vydávání děl Slobodana Jovanoviće, kterého nazval válečným zločincem. Díky svému konzervativnímu přístupu získal Milošević sympatie armády, která byla klíčovým pilířem tehdejšího režimu.

## Přední politik

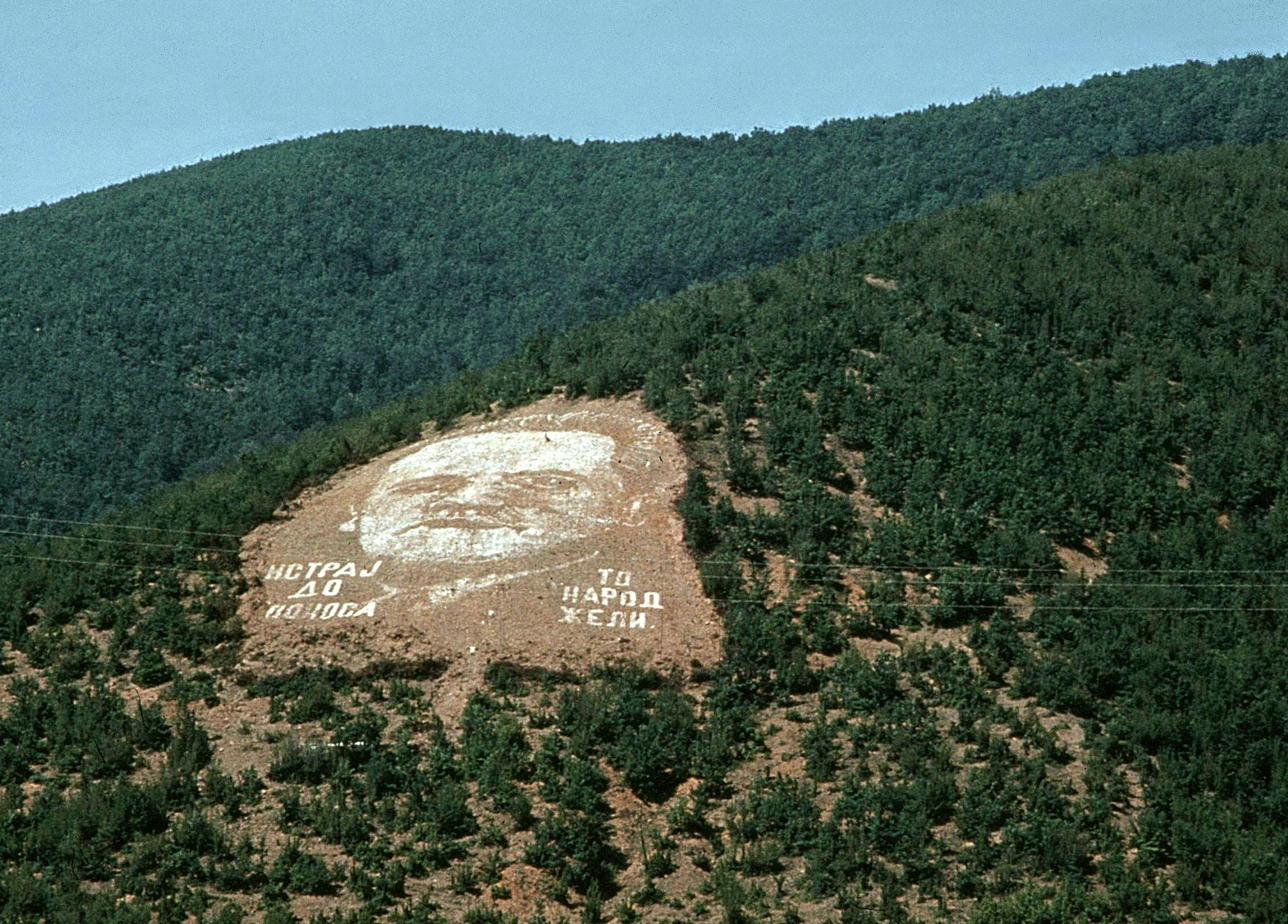
Milošević zobrazený na hornatém terénu v roce 1989 se slovy „Vytrvejte s hrdostí, to je přání lidu“.

V květnu 1986 byl zvolen předsedou ústředního výboru SK Srbska, a to i přes odpor, za kterým stál Ivan Stambolić. Milošević následně cestoval po celém Srbsku i v zahraničí; setkával se s běžnými občany a dělníky tak, jak to velela praxe v jugoslávském státě.
Od roku 1966 se situace v autonomní oblasti Kosovo stále zhoršovala. Životní úroveň, která zde byla nejnižší z celé Jugoslávie, propadla i kvůli hospodářské krizi v 70. letech. Po roce 1981 se navíc prohloubil příkop mezi místními Srby a Albánci. Jugoslávští politici se snažili udělat vše pro to, aby byla situace v Kosovu alespoň klidná. Stále častěji totiž kosovští Srbové protestovali přímo v Bělehradě. V dubnu 1987 strávil Milošević v Kosovu několik dní a pokoušel se sdělit místním protestujícím Srbům, že politické vedení republiky o jejich problémech sice ví, více ale udělat nemůže. Nedlouho poté se uskutečnila demonstrace Srbů a Černohorců, kterou zastavila převážně albánská milice. Tehdy pronesl do televize v živém přenosu větu „Nikdo vás nesmí bít!“, která mu zajistila celojugoslávský ohlas a velkou popularitu v Srbsku a Černé Hoře.
O dva roky později v takto vyhrocené situaci pronesl v Kosovu známý proslov u příležitosti 600 let od bitvy na Kosově poli. Řada Miloševićových odpůrců[zdroj?] tento projev považuje[zdroj?] za předznamenání následujícího krvavého rozpadu Jugoslávie.
Miloševićova role v Srbsku byla stále rozhodnější. Jeho pozice však byla plně spjatá s kosovským problémem. V září 1987 došlo k Paraćinskému masakru, který Miloševićovi blízká média využila jako zástěrku k ostré kritice kosovského politického vedení.
Během konce 80. let se odehrála celá řada událostí, během které v Srbsku (a později i jiných republikách a autonomních oblastech Jugoslávie) zvítězil Miloševićův kurz. Během tzv. případu Student se vyslovil proti útokům na osobu a dílo Josipa Broze Tita a zahájil ostrou kampaň proti všem, kteří se o zesnulém prezidentovi vyjadřovali kriticky. Pokračoval tak i nadále v získávání podpory mezi konzervativně laděným obyvatelstvem, armádou a většinou komunistické strany. Milošević byl vnímán jako politik mladší generace, zato ale dostatečně konzervativní k tomu, aby dokázal chránit odkaz Josipa Broze Tita. V roce 1986, kdy byl zvolen do předsednictva Svazu komunistů Srbska, získal podporu i z Kosova, a Vojvodiny.
Jakmile to situace umožňovala, zahájil Milošević se svými stoupenci (nemálo z nich byli kosovští Srbové) tažení proti „strnulé byrokracii“, korupci a neschopnosti, které vešlo do dějin pod názvem protibyrokratická revoluce. Energická akce proti životě v luxusu, který byl u předních jugoslávských komunistů obvyklý (a tehdejší tisk také plnila i celá řada afér), zajistila Miloševićovi cenné politické body. Postupně došlo k obměnám regionálních politických reprezentací; nejprve ve Vojvodině (tzv. Jogurtová revoluce), dále v Kosovu, později i v Černé Hoře a jinde. Milošević efektivně využil síly demonstrací a hněvu nespokojených, převážně kosovských Srbů, kteří byli na mnohých podobných protestech přítomni. Zatímco jiní politici, jako např. Ivica Račan, si nevěděli s rozzuřenými kosovskými Srby rady a pokoušeli se s nimi vyjednávat, Milošević nabídl rychlá a jasná řešení. Neúspěch sklidil až v Lublani, kde na 1. prosince 1989 republiková policie zakázala další z řady shromáždění, což vedlo k ostré roztržce mezi Srbskem a Slovinskem. Protesty iniciované Miloševićem a jeho stoupenci byly známy jako tzv. „mítinky pravdy“ (srbochorvatsky mitinzi istine), nebo „lidová akce“ (srbochorvatsky događanje naroda). Milošević ostře útočil na „decentralistickou“ jugoslávskou ústavu z roku 1974 a žádal její úpravu ústavními dodatky, či rovnou zrušení.
Milošević získal na konci existence socialistické Jugoslávie takový vliv, že byl schopen až destabilizovat fungování již tak se postupně rozpadající Jugoslávie. Jeho sympatizanti po antibyrokratické revoluci ovládali polovinu jugoslávského předsednictva. Díky ekonomickým krokům, které zhoršily už tak složitou hospodářskou situaci země a znemožnily reformy tehdejšího premiéra Ante Markoviće, mohl také vystupovat proti svazové vládě. Na jedné straně tak byl v jugoslávských médiích a některých republikách slavnostně prezentován šokový plán chorvatského premiéra na zmrazení mezd i cen a na druhé straně se v Srbsku tiskly peníze. Srbské vedení prostřednictvím sdělovacích prostředků vyjadřovalo nespokojenost s plánem Svazové výkonné rady a většinou je hodnotilo jako kroky, které se budou míjet účinkem.
Nebylo tak možné zastavit hyperinflaci, která jugoslávské hospodářství trápila od konce 80. let. A to především proto, že svazové vládě vyrostla natolik mocná protiváha, že premiér Ante Marković nemohl dosáhnout svých cílů. Právě pokles hodnoty peněz spolu s mezinárodními sankcemi v 90. letech začal tragicky dorážet srbské hospodářství. Nespokojenost s Miloševićovou politikou poprvé vyjádřil 15. března 1989 v americkém senátním výboru Lawrence Eagleburger, který obvinil srbského politika z toho, že aktivně využívá kartu srbského nacionalismu.
9. prosince roku 1990 byl zvolen prezidentem Srbska. V témže roce získalo Srbsko novou ústavu, která dala Miloševićovi mnohem více pravomocí, než měl kdy předtím. Rovněž to byl poslední konec nepopulární ústavy z roku 1974 na území srbské republiky a v jejích autonomních oblastech. V prosinci roku 1992 potvrzen v úřadu. Ještě téhož roku v prvních volbách po zavedení politického pluralismu v Srbsku získal Milošević a jeho Socialistická strana Srbska, tedy přejmenovaný Svaz komunistů, 80 % hlasů.
Proti opozici postupoval Milošević rázně. V březnu 1991 se uskutečnila rozsáhlá opoziční demonstrace v Bělehradě, kterou Slobodan zastavil za pomoci tanků Jugoslávské armády. Ve snaze znemožnit šíření informací o probíhající demonstraci nechal Milošević vypnout na 36 hodin vysílání rádiové stanice B 92 a televize Student. Byl rovněž také zpřísněn jugoslávský trestní zákon, který zavedl sankce za hanobení symbolů Jugoslávie, nebo některé z jejích republik a politických představitelů.
Milošević se rozhodl investovat více finančních prostředků do policejních složek, o kterých se domníval, že mohou být loajálnější, než armáda. Jugoslávské vojsko jednak muselo přetrpět rozpad státu a ozbrojené konflikty, jednak však do něj kvůli povinné vojenské službě odcházeli mladí lidé, kteří nebyli příliš nakloněni Miloševićovi. Ve snaze zabránit případnému konfliktu se proto Slobodan rozhodl udělat z policejních vojsk základní pilíř své moci v zemi. Rovněž nechal zrušit srbskou teritoriální obranu. V rámci ministerstva vnitra byly zřízeny polovojenské jednotky, včetně JSO, která se stala státem ve státě.[zdroj?]

## Miloševićova úloha veválce vJugoslávii

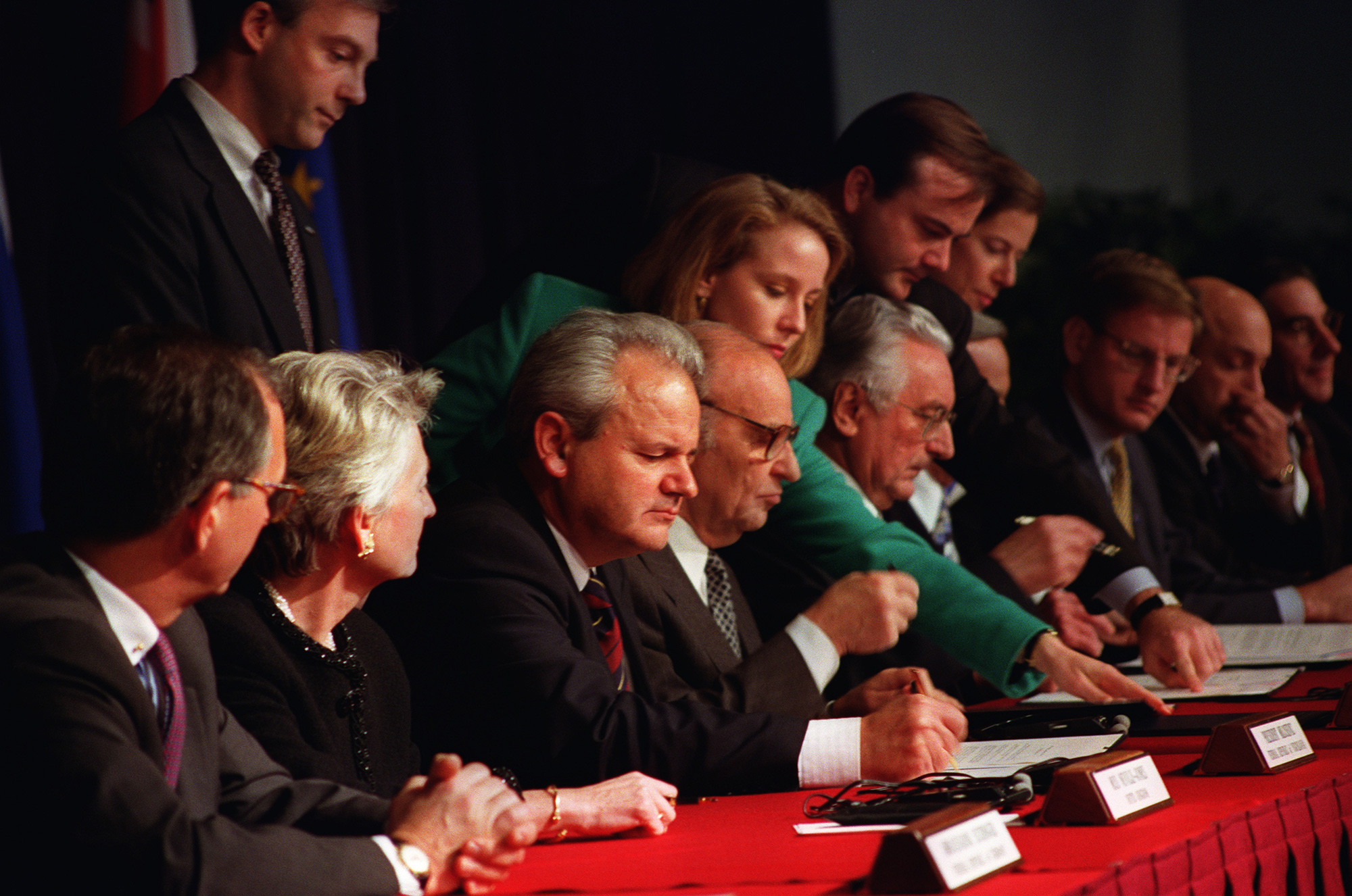
Slobodan Milošević při podpisu Daytonských dohod v roce 1995 jménem vedení bosenských Srbů, které formálně ukončily bosenskou válku

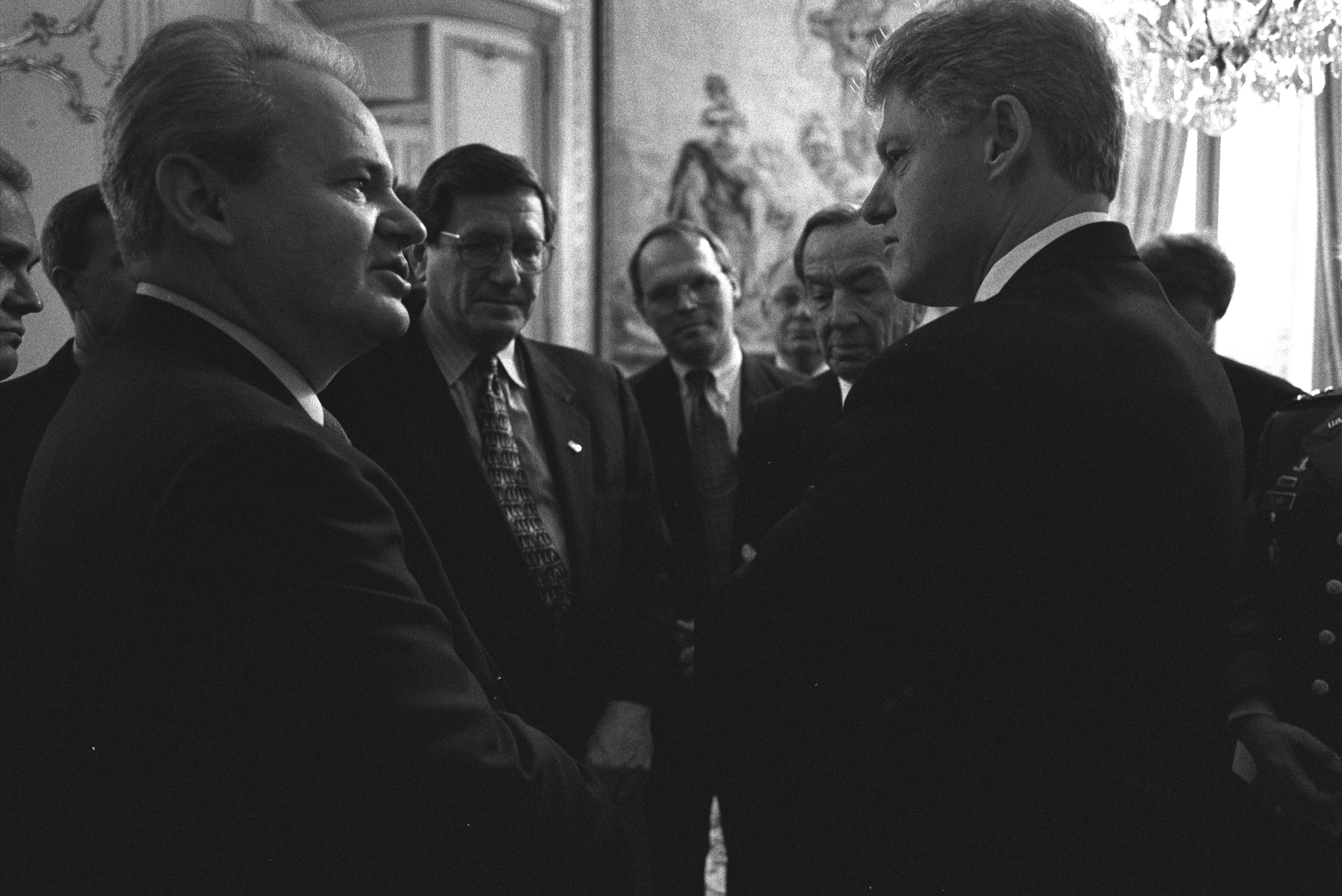
Milošević s americkým prezidentem Billem Clintonem 14. prosince 1995 v Paříži

V červnu roku 1991 Slovinsko a Chorvatsko opustily po dlouhých sporech s bělehradským vedením SFRJ. Sofistikovanou kampaní získal Milošević srbské obyvatelstvo v Chorvatsku i Bosně a Hercegovině na svoji stranu. To tak zaujalo neústupný postoj zůstat v Jugoslávii za každou cenu. Nemálo tehdejších Srbů vystavovalo na důkaz své loajality Miloševićovi (i mimo Srbsko) portréty Miloševiće na veřejných místech, které nahradily postupně odstraňované portréty Tita. Milošević tvrdil, že nezpochybňuje možnost každého národa oddělit se od Jugoslávie[zdroj?], avšak nesmí se zpochybňovat žádnému národu to, že chce v Jugoslávii zůstat.
Neústupnost srbské komunity v Chorvatsku vedla k balvanové revoluci, ozbrojeným střetům v Plitvici a postupně odtržení Srby obývaných oblastí od Chorvatska. První vůdce Srbů v Chorvatsku Milan Babić tvrdil, že Milošević je vinen za válku[zdroj?] a další vůdce Goran Hadžić[zdroj?] říkal, že je „prodloužená ruka Slobodana Miloševiće“.
Milošević se několikrát setkal s Franjo Tuđmanem a spolu vyjednávali o rozdělení Bosny a Hercegoviny podle národnostních hranic. To děsilo představitele Bosňáků, kteří chtěli zachovat Bosnu a Hercegovinu jednotnou, avšak s značným vlivem centrální správy. Mezi nejvýznamnější takové setkání patří zasedání v Karađorđevu z 30. března 1991.
Během krátké války ve Slovinsku a v počátečních fázích válek v Chorvatsku a v menší části i v Bosně se JNA výrazně angažovala, ale pod tlakem Západu (sankce, potenciální hrozba vojenské intervence) se zčásti stáhla, zčásti přešly struktury armády a zbraně do rukou místních Srbů. Srbsko-černohorská Jugoslávie podporovala Srby ve válce v odtržených státech pouze nepřímo a Slobodan Milošević postupně ztrácel vliv na události v Chorvatsku a v Bosně.[zdroj?]
Slobodan Milošević dokonce nepodpořil ani chorvatské Srby během operace Bouře, kdy byli vojensky poraženi a území etnicky vyčištěno Chorvaty, ani bosenské Srby v následujícím útoku chorvatské armády na převážně Srby obývané území západní Bosny. Pouze za bosenské Srby podepsal v roce 1995 Daytonskou dohodu, kterou skončila válka v Bosně, neboť vedoucí představitelé místních Srbů byli stíháni jako váleční zločinci. Někteří západní politici se v tu dobu paradoxně dívali na zprvu zatracovaného Miloševiće téměř jako na mírotvůrce, ale tento pohled se znovu změnil během kosovské krize.[zdroj?]

## Ekonomické sankce v SR Jugoslávii
Podpora války v Chorvatsku i v Bosně a Hercegovině ale Svazovou republiku Jugoslávii značně ekonomicky vyčerpávala. K tomu byly navíc na zemi uvaleny mezinárodní sankce a úspory místního obyvatelstva zničila hyperinflace spolu s pyramidovými hrami, sponzorovanými státem.
Mezinárodní sankce měly sice za cíl oslabit Miloševićovu pozici, došlo však k přesnému opaku. I liberální část obyvatelstva se začala přiklánět na jeho stranu, především kvůli nespokojenosti s izolací, do jaké země upadla. Milošević se obracel pravidelně na veřejnost s prohlášeními, že sankce jsou cenou, kterou země musí zaplatit za podporu Srbů mimo území Republiky Srbsko.
V roce 1994 si pozval Milošević do země zpět z USA srbského bankéře Dragoslava Avramoviće, který zavedl nový jugoslávský dinár, který byl pevně ve svém kurzu navázán na německou marku. Tím hyperinflace ustala a jugoslávské hospodářství se alespoň částečně stabilizovalo.
V atmosféře těžkého ekonomického neúspěchu, kdy docházelo k problémům se zásobováním palivy a zbožím, nechal Slobodan Milošević vypsat mimořádné volby s cílem „odblokování rozhodovacích mechanismů“. V nich získal většinovou podporu, a to i přes špatný stav jugoslávského hospodářství a obecně nepřátelskou pozici západních zemí. Vznikla koaliční vláda třech stran – Socialistické strany, Jugoslávské levice a Nové demokracie. Jugoslávská levice byla transformovanou mládežnickou organizací Srbských komunistů – a řídila ji Miloševićova žena Mirjana.
V následujících lokálních volbách ale Miloševićova Socialistická strana prohrála. Zisk starostů pro opozici sice nemohl Miloševiće nijak ohrozit, dodal ale sílu protestům, které se proti prezidentovi země konaly v Bělehradě stále častěji. Studenti na přelomu let 1996 až 1997 protestovali 117 dní v kuse. Proti jejich demonstracím se Slobodan Milošević rozhodl uskutečnit mítink na Terazijích, kde shromáždil své příznivce.

## Bombardování Jugoslávie
Miloševićovo omezování autonomie Kosova, které začalo již na počátku 90. let, mělo zastavit politickou emancipaci kosovskoalbánského vedení. To chtělo změnit tehdejší svazovou autonomní oblast na svazovou republiku – s právem sebeurčení. Tvrdá represe vůči albánskému obyvatelstvu v letech 1990–1991 iniciovala vznik Kosovské osvobozenecké armády (UÇK)[zdroj?], která zahájila v roce 1996 teroristické útoky. Milošević v takové situaci musel hledat kompromis mezi dvěma možnými scénáři: Buď nebude konat, což povede k pádu jeho podpory v Srbsku a Kosovo se fakticky odtrhne, nebo vyšle do Kosova vojsko a následně dojde k zásahu NATO tak, jako tomu bylo v případě Války v Bosně. S rostoucím počtem útoků na jugoslávské politiky na území Kosova ze strany Kosovské osvobozenecké armády navíc rostl politický vliv Vojislava Šešelje, který navrhoval odsun statisíců Albánců z Kosova. Milošević se nakonec dohodl s NATO na stažení části vojsk, ale však až po nátlaku OSN a západních zemí.
Na začátku roku 1999 vypuklo opět násilí v Kosovu, kdy po několika sporadických incidentech došlo k údajnému masakru v Račaku. Slobodan Milošević byl poté konfrontován s představiteli západních zemí; odmítl však, že by jugoslávské jednotky zavraždily několik desítek Albánců, jak uváděly západní zdroje.
V prvních měsících roku 1999 se uskutečnily rozhovory v zámku Rambouillet ve Francii. Přestože trvaly velmi dlouhou dobu, nedošlo mezi představiteli západních zemí, kosovských Albánců a Slobodanem Miloševićem, který zastupoval Svazovou republiku Jugoslávii, k posunu. Albánští představitelé požadovali výhradně nezávislost na Bělehradě, což Milošević nechtěl připustit.
Milošević se domníval, že Jugoslávie dokáže ustát bombardování ze strany NATO, a že vojenské operace, které letadla NATO vykonají, nesrazí zemi na kolena, a naopak mu zajistí podporu místního obyvatelstva. Chyby, ke kterým ze strany Severoatlantické operace během operace Spojenecká síla docházelo (bombardování vlaku na jihu Srbska, bombardování čínské ambasády aj, sestřelení neviditelného bombardéru v Buđanovcích), dokázal Milošević využít ve svůj prospěch.
Během bombardování obvinila žalobkyně Mezinárodního tribunálu pro bývalou Jugoslávii Louise Arbourová Slobodana Miloševiće ze zločinů proti lidskosti, kterých se měla dopustit Jugoslávská armáda, postupující rozhodně v Kosovu proti kosovskoalbánským ozbrojencům, ale také i civilnímu obyvatelstvu.[zdroj?] Následně byl na Miloševiće vydán mezinárodní zatykač, což mu znemožnilo cestování do zahraničí. A to i přes to, že před několika lety dříve vydaly západní země na Miloševiće a jeho blízké sankce, které jim mimo jiné zmrazily s nakládáním jejich majetku v zahraničí.
Po několika měsících bombardování, jehož intenzita stále rostla, však jugoslávský stát nedokázal novým náletům čelit. Západní představitelé naléhali na Miloševiće, aby stáhl jugoslávskou armádu z Kosova a vyhrožovali rovněž pozemní invazí Srbska, vedenou buď z Albánie, nebo z Řecka. Milošević nakonec podepsal stažení jugoslávského vojska z Kosova.
Na podzim roku 2000 nechal Milošević vypsat prezidentské volby, ve kterých získal Vojislav Koštunica 48 % hlasů. Následně mělo být vypsáno dle tehdy platného zákona druhé kolo voleb; to však ale opozice odmítla a žádala uznání výsledků z prvního kola voleb jako konečných, což by zajistilo Koštunicovi pozici premiéra.
Slobodan Milošević se obrátil k jugoslávské veřejnosti projevem dne 2. října 2000, který však opozici akorát vyprovokoval. Nechtěl totiž uznat její volební vítězství. Jestli však Koštunica získal 48 %, nebo více než 50 % bylo předmětem sporu mezi oběma stranami. Netrpělivost mezi prvním a ohlášeným druhým kolem voleb nakonec přerostla v Bělehradě demonstrace. Pod jejím tlakem byl nakonec nucen ustoupit. Prohra ve volbách a demonstrace dne 5. října 2000 jsou považovány za konec Miloševićovy politické kariéry i éry.

## Poslední léta

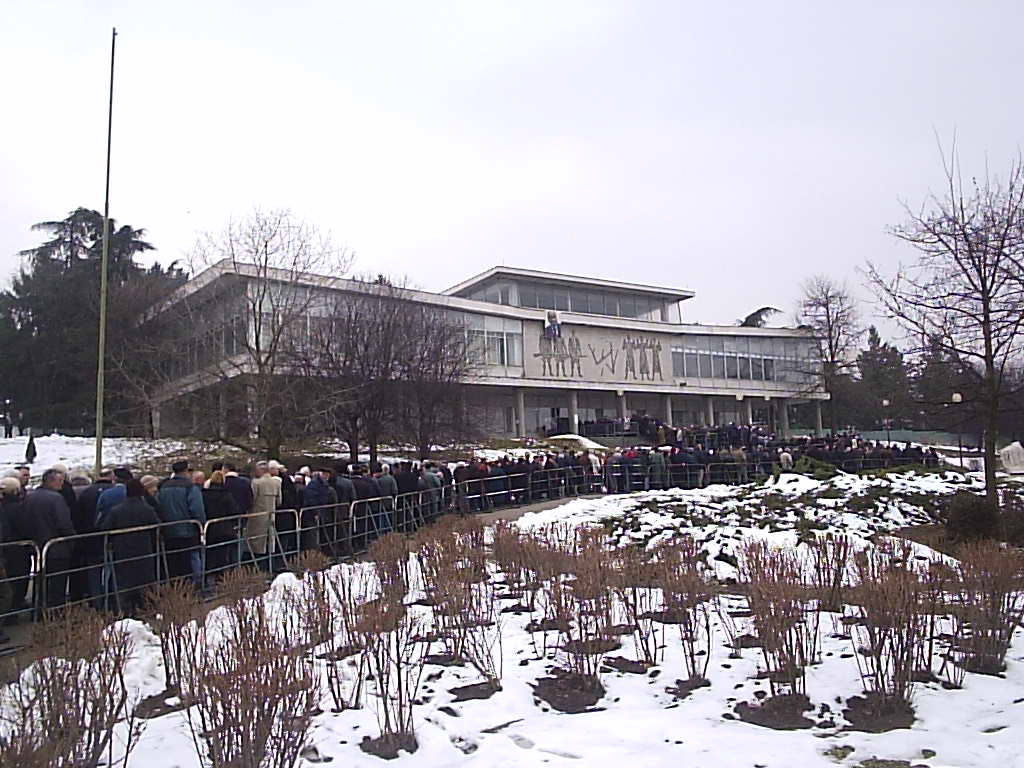
Miloševićův pohřeb v Bělehradě.

Milošević byl dne 1. dubna 2001 v souladu s mezinárodním zatykačem, který byl vydán ještě během bombardování Jugoslávie, zatčen. Zatýkání trvalo celkem 7 hodin. Dne 28. června 2001 byl poté rozhodnutím jugoslávské vlády č. 37/2001 vydán Mezinárodnímu tribunálu v Haagu.
Soudní proces s Miloševićem začal v únoru 2002 pro obvinění z genocidy, válečných zločinů a zločinů proti lidskosti, spolu s dalšími srbskými, muslimskými a chorvatskými generály.
Dne 11. března 2006 byl nalezen ve své cele mrtev. Dle oficiální zprávy Haagu byl příčinou infarkt myokardu. Infarkt jako příčinu smrti potvrdili i ruští lékaři. Bývalý prezident byl 18. března 2006 pohřben ve svém rodném městě Požarevac na pozemku rodinné usedlosti.
Dne 24. března 2016 vynesl soud rozsudek nad bosenskosrbským předákem Radovanem Karadžićem. Ve více než dvouapůltisícistránkovém rozsudku zmínil také otázku viny samotného Slobodana Miloševiće. Tato zmínka je některými vykládána jako jeho zproštění viny, jiní takový výklad mírnili.